# Rivière Natastan
La rivière Natastan est un affluent du lac Mistassini ayant la rivière Rupert pour émissaire, située dans la municipalité d'Eeyou Istchee Baie-James, dans la région administrative du Nord-du-Québec, au Québec, au Canada.

## Géographie
Les bassins versants voisins sont :
- côté nord : rivière Rupert, lac Bellinger, lac La Bardelière ;
- côté est : rivière De Maurès, rivière Rupert, lac Mistassini, lac Albanel ;
- côté sud : lac Canotaicane, lac Cocomenhani, lac Mistassini, rivière à la Marte ;
- côté ouest : rivière Rupert, lac Mesgouez, ruisseau Kamuhyawanuch.

La rivière Natastan constitue un chenal se détachant de la rivière Rupert, coulant en parallèle (du côté Sud) à cette dernière ; en fin de cours, la rivière Natastan rejoint la rivière Rupert dans un segment de rivière en aval du lac La Bardelière. Ainsi, quatre grandes îles sont formées entre le cours de la rivière Rupert et celui de la rivière Natastan : l'île de l'Est, l'île du Sud-Est, l'île du Nord-Ouest et l'île de l'Ouest.
La rivière Natastan prend sa source de la rivière Rupert, du côté Ouest de l'île Peuvereau (longueur : 23,0 km ; largeur : 13,1 km). De là, la rivière Rupert poursuit son cours en formant d'abord une grande boucle vers le nord en contournant l'Île de l'Est en traversant les lacs Capichinatoune, Woollett et Bellinger. Puis la rivière Rupert se dirige généralement vers l'Ouest dans un cours complexe et dans un dernier segment traverse vers le sud-ouest le lac La Bardelière jusqu'à la confluence de la rivière Natastan (venant du Sud-Est).
La source de la rivière Natastan est située à :
- 13,9 km au nord-ouest du lac Mistassini ;
- 15,3 km à l'Ouest de l'embouchure du lac Mistassini ;
- 74,3 km au nord du centre du village de Mistissini (municipalité de village cri) ;
- 104,7 km à l'est de l'embouchure du lac Mesgouez.

À partir de sa source, la rivière Natastan coule sur 110,3 km entièrement en zones forestières, selon les segments suivants :
- 18,3 km vers le Nord-Est, en délimitant la partie sud de l'Île de l'Est et en serpentant largement dans sa traversée de plusieurs plans d'eau formés par l'élargissement de la rivière, jusqu'à l'Île du Sud-Est. Note : De là, un chenal de 11,5 km (sens Nord-Sud) relie vers le nord le lac Bellinger lequel est traversé par la rivière Rupert ; ce chenal et le lac Bellinger démarquent ainsi l'île de l'Est et l'Île du Sud-Est ;
- 14,9 km vers Sud-Ouest en contournant par le Sud l'île du Sud-Est, jusqu'à la décharge (venant du Sud) du lac Miskittenau ;
- 13,1 km vers le Nord-Ouest en traversant sur 8,3 km un plan d'eau non identifié (altitude : 335 m), jusqu'à l'Île du Nord-Ouest. Note : De là, un chenal de 26,3 km (orienté vers le nord-est) relie la rivière Rupert ;
- 25,7 km vers le Nord-Ouest en passant au sud de l'Île du Nord-Ouest, jusqu'à l'Île de l'Ouest. Note : De là, un chenal de 17,3 km (sens Nord-Sud) relie vers le nord la rivière Rupert ;
- 38,3 km vers le Nord-Ouest, puis le Sud-Ouest en contournant par le Sud l'Île de l'Ouest laquelle est délimitée au nord-ouest par le lac La Bardelière, jusqu'à son embouchure[2].

La rivière Natastan rejoint le cours de la rivière Rupert en un point situé dans un élargissement de rivière, en aval du lac La Bardelière et en amont du lac Mesgouez.
La confluence de la rivière Natastan et de la rivière Rupert est située à :
- 87,7 km à l'Ouest du lac Mistassini ;
- 128,5 km au nord-ouest du centre du village de Mistissini (municipalité de village cri) ;
- 163,9 km au nord-ouest du centre-ville de Chibougamau ;
- 23,6 km au sud-est de l'embouchure du lac Mesgouez lequel est traversé par la rivière Rupert ;
- 265 km à l'est de la confluence de la rivière Rupert et de la baie de Rupert[2].

À partir de l'embouchure de la rivière Natastan, le courant emprunte la rivière Rupert qui coule généralement vers l'Ouest jusqu'à la baie de Rupert.

## Toponymie
Le toponyme « rivière Natastan » est d'origine crie signifiant « La rivière aux eaux mortes ».
Le toponyme « rivière Natastan » a été officialisé le 27 mars 1969 à la Banque des noms de lieux de la Commission de toponymie du Québec, soit à la création de cette commission.